# ジンバブエ・ローデシア

ジンバブエ＝ローデシア共和国
Republic of Zimbabwe-Rhodesia (英語)

国の標語: Sit Nomine Digna（ラテン語）国歌: Rise, O Voices of Rhodesia（英語）
ローデシアよ、声を上げろ

ジンバブエ・ローデシアの位置

ジンバブエ・ローデシア（英語: Zimbabwe-Rhodesia）は、ローデシアが名称を変更した国名である。ジンバブエ・ローデシアは、スミス政権と穏健派アフリカ人解放組織との間で行われた「内部解決」によって誕生した。

## 前史
ローデシアでは、1923年に宗主国であるイギリスから自治権を付与されて以降、少数派の白人による支配構造が確立していくが、第二次世界大戦後に周辺地域で黒人を主体とした国家独立が続く中、植民地政府の政権の座にあったローデシア解放戦線は白人支配構造を恒久的なものにしていくことを企図して、1965年に独立を宣言し、1970年にローデシア共和国を樹立する。一方、イギリスは少数派支配による独立を承認せず、ローデシア共和国内でも多数派である黒人を中心とした国家樹立を目指す動きが活発化し、国際的に孤立した状況下での内戦（ローデシア紛争）が勃発する。
1970年代後半にアメリカ合衆国やソビエト連邦などで紛争解決に介入していく動きが強まり、1977年にローデシア共和国をイギリスの植民地に戻した上で、イギリスの監督下で一人一票の原則に基づく総選挙を実施し、総選挙の結果に基づく国家樹立の提案がされる。ローデシア共和国首相のイアン・スミスは白人支配が約束されない同提案を拒否し、同国内での内部解決を模索していく。

## 成立と終焉
イアン・スミスは、黒人勢力の中でも穏健派と目されていた統一アフリカ民族評議会（UANC）のアベル・ムゾレワやUANC分派のンダバニンギ・シトレらと交渉し、1978年3月3日に暫定政府の構成と新憲法の骨子をまとめた「ソールズベリー協定」を調印する。同協定は、一人一票選挙の原則は盛り込まれていたものの、100議席の議会は白人議席（28議席）と黒人議席（72議席）が別に設けられた議会構成、警察や軍の重要役職は白人が占めることを前提とするなどの問題点もあり、黒人勢力間でも賛否が分かれるものだった。
ソールズベリー協定に基づくジンバブエ・ローデシア憲法が1979年1月2日に発表され、同月31日に大多数の選挙人が白人を占める国民投票によって承認された。同憲法に基づき、1979年4月17日から5日間、一人一票制の総選挙が実施され、その結果、UANCが得票率67％、51議席を獲得して第一党となり、1979年6月1日にUANCのアベル・ムゾレワを首班とする黒人政権が誕生し、国名もジンバブエ・ローデシアに改められた。一方、人口に占める比率がわずかな白人による議席が28議席を占める選挙結果は国際社会の理解は得られず、選挙直後の4月30日に国際連合安全保障理事会は非難決議を採択する。
また、選挙に参加した黒人勢力間でも選挙結果や閣僚人事に対する不満が高まり、ンダバニンギ・シトレが率いるシトレ派は選挙後の議会の召集に応じず、UANC内の有力者だったジェームズ・チケレマも離党してジンバブエ民主党（ZDP）を結成するなど、国内の混乱は収まることはなかった。
1979年8月1日から7日にルサカで開催されたイギリス連邦首脳会議でもジンバブエ・ローデシアの承認問題は議題に挙がり、同年9月10日からロンドンでムゾレワ政権と他の黒人勢力も参加した制憲会議が始まり、同年12月5日にイギリスの監督下のもとで選挙を再度実施し、新憲法を制定することを盛り込んだランカスター・ハウス協定が合意された。制憲会議以降も、政府軍とゲリラとの間で激しい戦闘が行われ、会議開始から1か月間の死者数は、ローデシア時代を上回る約850人となった。
1979年12月11日にジンバブエ・ローデシア議会はイギリス自治領に戻ることを決議し、翌日にイギリス本国から総督が派遣されたことに伴い、ジンバブエ・ローデシアは終焉した。

## 終焉後の動き
ランカスター・ハウス協定に基づき、1980年1月にローデシア紛争も停戦し、イギリスの監督の下、同年2月27日から3日間にわたる選挙が実施され、ジンバブエ・アフリカ民族同盟（ZANU）が勝利する。イギリスから派遣された総督によって、大統領にカナーン・バナナ、首相にロバート・ムガベが任命され、同年4月18日にジンバブエ共和国の独立が宣言された。